# さよならの冒険者たち
さよならの冒険者たち（さよならのぼうけんしゃたち）は、日本の女性歌手、中村由真の11枚目のシングル。

## 解説
- 半分の楽曲の作詞・作曲を手掛け、「セルフプロデュースアルバム」として発表されたアルバム『Hold Out!』（1990年11月発売）に先がけて発売されたシングル。アルバムは全曲の編曲を小倉泰治が担当し、作詞の吉元由美など、杏里のブレーンを中心に制作された。カップリングの「Girl Friend」はシングル盤としては初の自作詞作品で、現在までアルバム未収録となっている。
- このシングル、アルバムでCDのリリースは途絶え、アイドル歌手としての活動はこの頃で事実上終了となる。中村は後に浅井企画に移籍し、オリジナルビデオなど女優としての活動が中心となる。

## 収録曲
1. さよならの冒険者たち
作詞：吉元由美　作曲：岸正之　編曲：小倉泰治
2. Girl Friend
作詞：中村由真　作曲：川上明彦　編曲：鷺巣詩郎

## 収録アルバム
- Hold Out!（1990年、バップ）
- 中村由真ゴールデン☆ベスト ～バップ・イヤーズ～（2011年、バップ）